# Meridiano 153 W
O meridiano 153 W é um meridiano que, partindo do Polo Norte, atravessa o Oceano Ártico, América do Norte, Oceano Pacífico, Oceano Antártico, Antártida e chega ao Polo Sul. Forma um círculo máximo com o Meridiano 27 E. Ao nível da Linha do Equador dista 17 032 km do Meridiano de Greenwich
.
Começando no Polo Norte, o meridiano 153º Oeste tem os seguintes cruzamentos:
| País, território ou mar | Notas                                                               |
| ----------------------- | ------------------------------------------------------------------- |
| Oceano Ártico           |                                                                     |
| Mar de Beaufort         |                                                                     |
| Estados Unidos          | Alasca                                                              |
| Enseada de Cook         | Passa a leste da Ilha Augustine, Alasca, Estados Unidos             |
| Estreito de Shelikhov   | Passa a leste do Cabo Douglas, Alasca, Estados Unidos               |
| Estados Unidos          | Ilha Afognak, Ilha Raspberry, Ilha Kodiak e Ilha Sitkalidak, Alasca |
| Oceano Pacífico         | Passa a oeste da ilha Rimatara, Polinésia Francesa                  |
| Oceano Antártico        |                                                                     |
| Antártida               | Dependência de Ross, reivindicada pela Nova Zelândia                |